# جليم

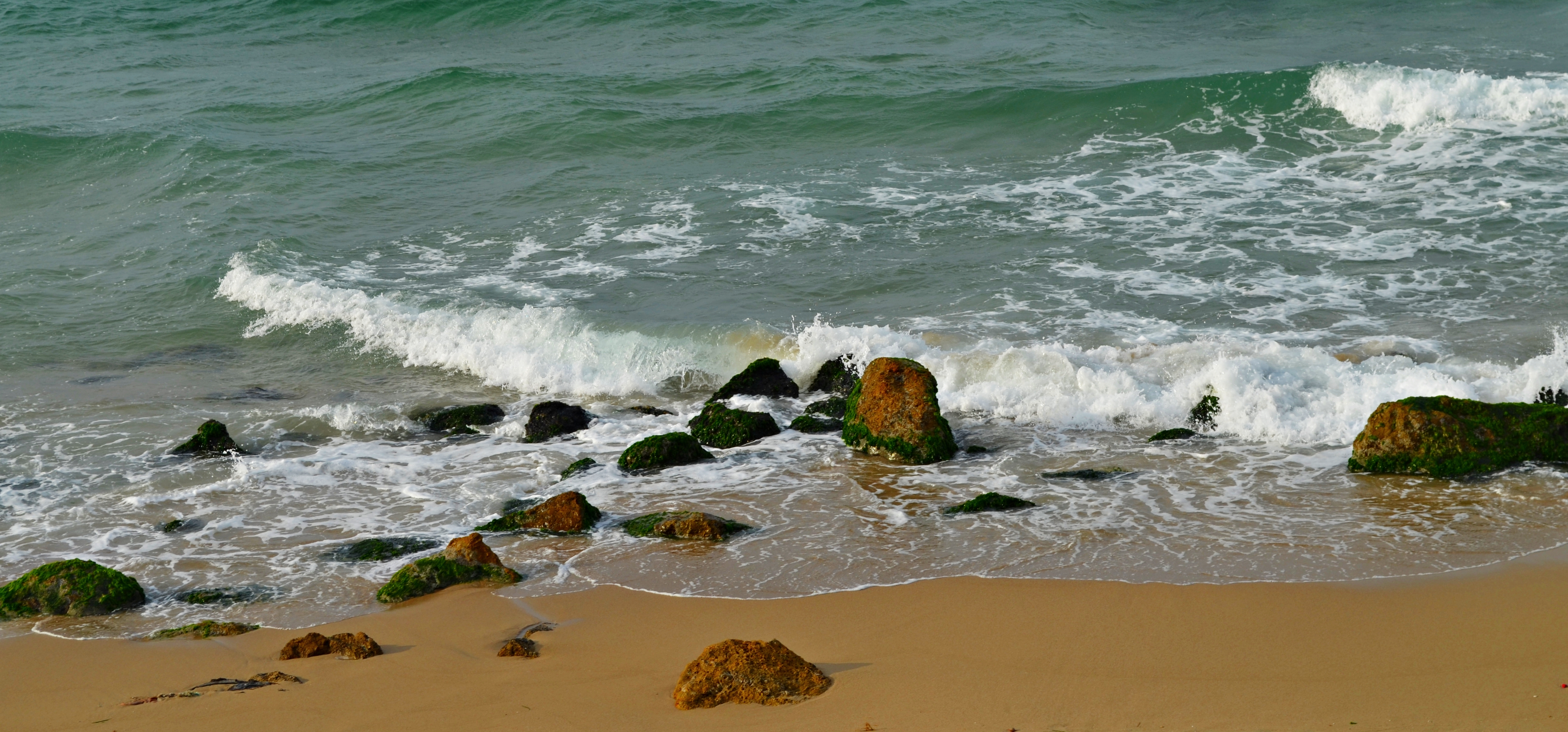
شاطئ صخري - رملي بجليم.

جليم، إحدى المناطق الراقية بمدينة الإسكندرية بمصر. وهي تابعة لحي شرق الإسكندرية ويوجد بها كلية الفنون الجميلة التي تم نقلها الآن ومحطة ترام الفنون الجميلة وهي قريبة من سان ستيفانو و به شاطى جليم و هو من أجمل شواطئ الإسكندرية و اكثرها شهرة و قد تم تصوير أغنية الفنان عمرو دياب في فيلم آيس كريم في جليم علي شاطئه.